# 井杆菌属
井杆菌属（学名：Puteibacter）是拟杆菌目下的一个属。本属惟一种蓝孔井杆菌（Puteibacter caeruleilacunae）采自西沙群岛永乐环礁的海洋蓝洞“三沙永乐龙洞”中。 

## 下属物种
本属包括以下物种：
- 蓝孔井杆菌 Puteibacter caeruleilacunae